# チャック・マッキンリー
チャック・マッキンリー（Chuck McKinley, 1941年1月5日 - 1986年8月10日）は、アメリカ・ミズーリ州セントルイス出身の男子テニス選手。1963年のウィンブルドン選手権男子シングルス優勝者で、全米選手権の男子ダブルスでも3勝を挙げた。フルネームは Charles Robert McKinley Jr. （チャールズ・ロバート・マッキンリー・ジュニア）というが、愛称の「チャック・マッキンリー」で最もよく知られている。マッキンリーは身長175cm、体重70kgほどの体格であったが、ずんぐりとした大きな胸元の体つきだったという。彼の全盛期は、ちょうどオーストラリア・テニス界の絶頂期と重なり、マッキンリーはその中でアメリカを代表する存在だった。

## 来歴
マッキンリーはセントルイスYMCAでテニスを学び、1957年から全米選手権に出場し始めた。1960年の全米選手権で、マッキンリーはニール・フレーザーとの準々決勝に進出する。1961年から1963年までが、彼のテニス経歴の最盛期であった。この年のウィンブルドン選手権で、マッキンリーは第8シードから初めての決勝に進み、第2シードのロッド・レーバーに 3-6, 1-6, 4-6 で敗れて準優勝になる。1961年から1964年まで、マッキンリーはデニス・ラルストンとペアを組み、4年連続で全米選手権の男子ダブルス決勝に進出したが、1963年まで3年連続でメキシコペアのラファエル・オスナ＆アントニオ・パラフォックス組と決勝対決をした。マッキンリー&ラルストン組とオスナ＆パラフォックス組の全米男子ダブルス決勝対決は、マッキンリー＆ラルストン組が1961年・1963年に2勝したが、いずれも長丁場の激戦になっている。（全米オープン男子ダブルス優勝者一覧を参照）。
1963年、チャック・マッキンリーはウィンブルドン選手権で2年ぶり2度目の男子シングルス決勝に進出し、オーストラリアのフレッド・ストールを 9-7, 6-1, 6-4 で破り、初優勝を達成した。この年は男子テニス国別対抗戦・デビスカップでも、アメリカ・チームの優勝に貢献する。全米選手権の男子シングルスでは、1962年から1964年まで3年連続のベスト4に止まり、ここでは決勝に進出できなかった。1964年のウィンブルドン選手権準決勝で、マッキンリーは前年度の決勝で破ったストールに 6-4, 8-10, 7-9, 4-6 で敗れ、大会連覇を逃した。1964年全米選手権の男子ダブルス優勝が、彼の最後のグランドスラム・タイトルになる。マッキンリーの全盛期には、ロッド・レーバーやロイ・エマーソンをはじめとするオーストラリアのビッグネームたちに加えて、ラファエル・オスナとの対戦機会も多かった。
当時のテニス選手たちは、大半が頂点を極めた時点で「プロ選手」に転向する道を選んでいたが、マッキンリーはプロテニス選手への転向を断った。彼の最盛期は比較的早く過ぎ去り、1965年から1969年までは全米選手権のみに出場したが、最後の全米出場となった1969年は1回戦敗退に終わる。マッキンリーは脳腫瘍を患い、1986年8月10日にテキサス州ダラスで死去した。1986年度にジョン・ニューカムやトニー・ローチらと一緒に国際テニス殿堂入りを果たした直後の死であった。

## 4大大会優勝
- ウィンブルドン選手権　男子シングルス：1勝（1963年）　［同部門準優勝1度：1961年］
- 全米選手権　男子ダブルス：3勝（1961年・1963年・1964年）